# 圣萨比娜
圣萨比娜（法語：Sainte-Sabine，法語發音：[sɛ̃t sabin]）是法国科多尔省的一个市镇，属于博讷区。

## 地理
圣萨比娜（47°11'29"N, 4°37'29"E）面积8.41 平方千米，位于法国勃艮第-弗朗什-孔泰大區科多尔省，该省份为法国中东部省份，北起奥布省，西接涅夫勒省和约讷省，南至索恩-卢瓦尔省，东南接汝拉省，东临上索恩省，东北部与上马恩省接壤。
与圣萨比娜接壤的市镇（或旧市镇、城区）包括：欧苏瓦地区旺德内斯、潘布朗、布埃、沙托讷夫、绍德奈城、绍德奈堡、沙济伊、克吕热、屈西勒沙泰勒、鲁夫尔苏梅伊。

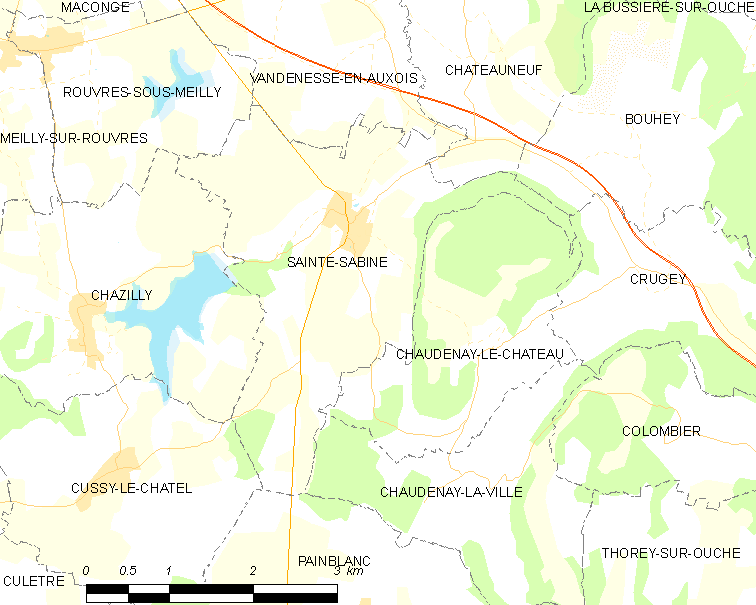
圣萨比娜的OSM定位图

圣萨比娜的时区为UTC+01:00、UTC+02:00（夏令时）。

## 行政
圣萨比娜的邮政编码为21320，INSEE市镇编码为21570。

## 政治
圣萨比娜所属的省级选区为阿尔奈勒迪克县。

## 人口

1962-2008年间圣萨比娜人口变化图示

圣萨比娜于2022年1月1日时的人口数量为172人。